# USS Los Angeles (SSN-688)
USS Los Angeles (SSN-688) (poimenovana po ameriškem mestu Los Angeles) je bila prva jedrska jurišna podmornica razreda los angeles, po kateri je dobil ime cel razred teh podmornic.

## Zgodovina
Gradnja podmornice se je začela 8. januarja 1972 v ladjedelnici Newsport News. Splovljena je bila 6. aprila 1974 in je bila v uporabi od 13. novembra 1976 do februarja 2010 ko je bila izvzeta iz aktivne službe.

## Delovanje
Podmornica je bila v sestavi Pacifiške flote VM ZDA z matičnim pristaniščem Pearl Harbor.